# Ada Lovelace
Ada Lovelace, britanska matematičarka in programerka, * 10. december 1815, London, Združeno kraljestvo, † 27. november 1852, Marylebone, London.
Augusta Ada King, grofica Lovelace, rojena Augusta Ada Byron, danes znana kot Ada Lovelace, je angleška matematičarka in pisateljica, predvsem znana po opisu algoritmov za izračune iz načrtov za »analitični stroj«, ki si ga je zamislil Charles Babbage in velja za opis prvega računalnika na svetu. Zaradi tega se Ado Lovelace pogosto omenja kot prvo programerko na svetu.
Že v mladih letih se je Ada začela zanimati za matematiko. Leta 1833 jo je njena mentorica, znanstvenica in polihistorka Mary Sommerville, predstavila Charlesu Babbageu. Charles Babbage je bil že takrat znan po svojih vizionarskih in stalno nedokončanih načrtih za ogromne računske stroje. Charles Babbage in Ada Lovelace sta imela oba nekoliko nekonvencionalne osebnosti in sta postala tesna prijatelja za vse življenje. Babbage je Ado opisal kot »ta čarovnica, ki je odvrgla svoj čarobni urok okoli najbolj abstraktnih znanosti in jih zgrabila s silo, kot bi jo nad njimi izvajalo nekaj moških razumov«, ob neki drugi priložnosti pa kot »čarovnica števil«.
Med letoma 1842 in 1843 je Ada Lovelace v angleščino prevedla članek italijanskega matematika Luigija Menabreea o mehanskem računanju, ki ga je dopolnila z lastnimi ugotovitvami. Prav v teh zapiskih je zbrano tisto, kar imajo nekateri za prvi računalniški program: algoritem, zakodiran za procesiranje s strojem. 
Članek, ki ga je prevedla in dopolnila Ada Lovelace, je več kot trikrat daljši od prvotnega članka in vsebuje več zgodnjih ‘računalniških programov’ kot tudi izredno daljnosežna predvidevanja o možnostih uporabe stroja, vključno z manipulacijo simbolov in ustvarjanjem glasbe. Čeprav je Babbage z njegovimi pomočniki izoblikoval programe za njegov motor že prej, je Ada Lovelace naredila najbolj dodelane in celovite opise. Njeni zapisi so bili tudi prvi, ki so bili objavljeni. Zato Ado Lovelace pogosto imenujemo kot prvo računalniško programerko. Tudi Babbage sam je cenil njene matematične sposobnosti. Kot je dejal, je bila boljša kot kdorkoli drug, ki ga je poznal, zato jo je tudi pooblastil, da pripravi opise, povezane z njegovim računskim strojem. Članek z naslovom Skica analitičnega stroja z opombami prevajalke je bil objavljen le nekaj let pred njeno smrtjo.
Analitični stroj je ostal vizija, do leta 1940, ko so zapiski Ade Lovelace postali ključni dokumenti, ki so navdihnili Alana Turinga za prvi moderni računalnik.
Ada Lovelace je zaradi svojega potenciala, njene strasti in vizionarstva za tehnologijo, postala simbol za sodobne ženske v tehnologiji.
Ada Lovelace je hči znanega pesnika Lorda Byrona in njegove žene Anne Isabelle Byron. Pesnik Lord Byron in matematičarka Annabella Milbanke sta imela kratko in burno zakonsko zvezo. Lord Byron se je ločil od žene mesec po Adinem rojstvu in štiri mesece kasneje za vedno zapustil Anglijo. Umrl je zaradi bolezni v grški vojni za neodvisnost, leta 1823, ko je bila Ada stara osem let. Ada stikov z očetom ni imela, a je kljub temu ohranila zanimanje za svojega očeta in bila na njeno željo, ob svoji smrti, pokopana v grobu z njim.
Adina mama, Annabella Milbanke, ni želela, da bi Ada podedovala očetov poetični temperament, zato jo je vzgajala pod strogim režimom znanosti in matematike. 
Ada se poročila pri svojih 19 letih, z baronom Williamom Kingom, s katerim sta imela tri otroke: Byrona, Anne Isabello in Ralpha Gordona. Ko je King leta 1838 postal grof Lovelace, je njegova žena posatala grofica Lovelace. Običajno jo imenujemo Ada Lovelace, kar je nekoliko nepravilno, a prihrani zmedo.
Ada Lovelace je umrla zaradi raka, 27. novembra 1852.